# Liste des monuments d'Essaouira
Ceci est une liste des monuments classés par le ministère de culture marocain aux alentours d'Essaouira.
| Identifiant monument         | Site      | Monument                               | Adresse         | Date de classement | Décret | Coordonnées                        | Illustration                       |                       |
| ---------------------------- | --------- | -------------------------------------- | --------------- | ------------------ | ------ | ---------------------------------- | ---------------------------------- | --------------------- |
| pc_architecture/idpcm:13F11  | Essaouira | port d'Essaouira                       |                 |                    |        | 31° 30′ 32″ nord, 9° 46′ 27″ ouest | port d'Essaouira                   | Télécharger une image |
| pc_architecture/idpcm:B2C573 | Essaouira | mosquée Kasbah                         |                 |                    |        | 31° 30′ 46″ nord, 9° 46′ 18″ ouest | mosquée Kasbah                     | Télécharger une image |
| pc_architecture/idpcm:375F6  | Essaouira | Bab Doukkala                           |                 |                    |        | 31° 30′ 58″ nord, 9° 45′ 57″ ouest | Bab Doukkala                       | Télécharger une image |
| pc_architecture/idpcm:76F07  | Essaouira | Bab Marrakech                          |                 |                    |        | 31° 30′ 43″ nord, 9° 45′ 55″ ouest | Bab Marrakech                      | Télécharger une image |
| pc_architecture/sanae:390057 | Essaouira | Bab el-Marsa                           |                 |                    |        | 31° 30′ 36″ nord, 9° 46′ 25″ ouest | Bab el-Marsa                       | Télécharger une image |
| pc_architecture/idpcm:A234DD | Essaouira | Bab el-Menzeh                          |                 |                    |        | 31° 30′ 43″ nord, 9° 45′ 55″ ouest | Bab el-Menzeh                      | Télécharger une image |
| pc_architecture/idpcm:134D6  | Essaouira | Bab el-Sebâa                           |                 |                    |        | 31° 30′ 41″ nord, 9° 46′ 11″ ouest | Bab el-Sebâa                       | Télécharger une image |
| pc_architecture/sanae:050036 | Essaouira | Sqala de la Kasbah                     |                 |                    |        | 31° 30′ 55″ nord, 9° 46′ 20″ ouest | Sqala de la Kasbah                 | Télécharger une image |
| pc_architecture/sanae:050038 | Essaouira | Sqala du port                          |                 |                    |        | 31° 30′ 36″ nord, 9° 46′ 28″ ouest | Sqala du port                      | Télécharger une image |
| pc_architecture/idpcm:D1511  | Essaouira | musée Sidi-Mohammed-ben-Abdellah       |                 |                    |        | 31° 30′ 50″ nord, 9° 46′ 17″ ouest | musée Sidi-Mohammed-ben-Abdellah   | Télécharger une image |
| pc_architecture/sanae:070012 | Essaouira | Borj Al Baroud                         |                 |                    |        | 31° 29′ 20″ nord, 9° 46′ 32″ ouest | Borj Al Baroud                     | Télécharger une image |
| pc_architecture/idpcm:6DEC2A | Essaouira | synagogue Haïm Pinto                   |                 |                    |        | 31° 30′ 57″ nord, 9° 46′ 02″ ouest | synagogue Haïm Pinto               | Télécharger une image |
| pc_architecture/idpcm:142124 | Essaouira | synagogue Simon Attias                 |                 |                    |        | 31° 30′ 57″ nord, 9° 46′ 05″ ouest | synagogue Simon Attias             | Télécharger une image |
| pc_architecture/sanae:410008 | Essaouira | Enceinte fortifée de Mogador (d)       |                 |                    |        | 31° 30′ 51″ nord, 9° 46′ 18″ ouest | Enceinte fortifée de Mogador (d)   | Télécharger une image |
| pc_architecture/idpcm:B2AB8F | Essaouira | cimetière chrétien d'Essaouira (d)     |                 |                    |        | 31° 31′ 04″ nord, 9° 45′ 51″ ouest | cimetière chrétien d'Essaouira (d) | Télécharger une image |
| pc_architecture/idpcm:05FA2C | Essaouira | Quartier Chbanat-Bouakher (d)          |                 |                    |        | à géolocaliser                     | Image manquante Téléverser         | Télécharger une image |
| pc_architecture/idpcm:2A8C56 | Essaouira | mosquée Chbanate (d)                   |                 |                    |        | 31° 30′ 48″ nord, 9° 45′ 55″ ouest | Image manquante Téléverser         | Télécharger une image |
| pc_architecture/idpcm:8051E7 | Essaouira | maison Touahen (d)                     | 28, rue Touahen |                    |        | à géolocaliser                     | Image manquante Téléverser         | Télécharger une image |
| pc_architecture/idpcm:D1427B | Essaouira | Borj El Barmil (d)                     |                 |                    |        | 31° 30′ 35″ nord, 9° 46′ 29″ ouest | Borj El Barmil (d)                 | Télécharger une image |
| pc_architecture/idpcm:D38D   | Essaouira | Mellah (d)                             |                 |                    |        | 31° 30′ 57″ nord, 9° 46′ 03″ ouest | Mellah (d)                         | Télécharger une image |
| pc_architecture/idpcm:A7849E | Essaouira | Bab Labhar (d)                         |                 |                    |        | 31° 30′ 55″ nord, 9° 46′ 16″ ouest | Image manquante Téléverser         | Télécharger une image |
| pc_architecture/sanae:050035 | Essaouira | Bastion Nord d'Essaouira (d)           |                 |                    |        | 31° 30′ 56″ nord, 9° 46′ 17″ ouest | Image manquante Téléverser         | Télécharger une image |
| pc_architecture/sanae:050037 | Essaouira | Bastion Sud D'Essaouira (d)            |                 |                    |        | 31° 30′ 37″ nord, 9° 46′ 27″ ouest | Image manquante Téléverser         | Télécharger une image |
| pc_architecture/idpcm:4F398B | Essaouira | Ancien Consulat Danois (Essaouira) (d) |                 |                    |        | à géolocaliser                     | Image manquante Téléverser         | Télécharger une image |
| pc_archeologie/idpcm:FFC5C2  | Essaouira | Essaouira                              |                 |                    |        | 31° 30′ 47″ nord, 9° 46′ 07″ ouest | Essaouira                          | Télécharger une image |
| pc_architecture/sanae:450003 | Imsouane  | Baie d'Imessouane (en)                 |                 |                    |        | 30° 50′ 00″ nord, 9° 49′ 00″ ouest | Baie d'Imessouane (en)             | Télécharger une image |